# Royal Flying Doctor Service

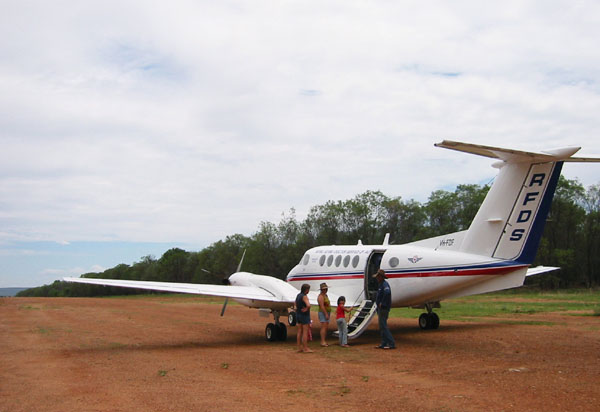
Um RFDS Beech KingAir numa remota pista de pouso em Queensland, Austrália

O Royal Flying Doctor Service of Australia (RFDS, informalmente conhecido como The Flying Doctors) é um serviço de ambulância aérea, destinado àqueles que vivem em áreas terrestres remotas da Austrália. É uma organização sem fins lucrativos que oferece assistência emergencial e também cuidados básicos de saúde para pessoas que não têm acesso fácil a um hospital ou medicina de família e comunidade devido às distâncias inibidoras do Deserto do Outback. O serviço também auxilia com ensino à distância.